# A Friend In London
A Friend In London est un groupe de musique danois. Il est composé de Tim Schou (voix/guitare), Sebastian Vinther (guitare/voix), Aske Damm Bramming (basse/voix) et Esben Svane (batterie/voix). Le groupe a été créé en 2005 à Vostrup.
Le groupe représente le Danemark au Concours Eurovision de la chanson 2011 où il termine à la 5e place avec la chanson New tomorrow.
Le groupe se sépare en 2014 et n'ont plus d'activité depuis,.